# Зељвански рејон
Зељвански рејон (блр. Зэльвенскі раён; рус. Зельвенский район) административна је јединица другог нивоа у јужном делу Гродњенске области у Републици Белорусији. 
Административни центар рејона је варошица Зељва.

## Географија
Зељвански рејон обухвата територију површине 869,69 км² и на 16. је месту по површини међу рејонима Гродњенске области. Граничи се са Слонимским рејоном на истоку, Дзјатлавским на североистоку, Мастовским на северу и Вавкавским на западу док је на југу Пружански рејон Брестске области. 
Најважнији водотоци на подручју рејона су Шчара и Зељвјанка на којој је 1983. саграђено вештачко Зељвјанско језеро површине 11,9 км².

## Историја
Рејон је основан 15. јануара 1940. године. 

## Демографија
Према резултатима пописа из 2009. на том подручју стално је било насељено 19.119 становника или у просеку 21,9 ст/км².
| 1959.  | 1970.  | 1979.  | 1989.  | 1999.  | 2009.  |
| ------ | ------ | ------ | ------ | ------ | ------ |
| 39.977 | 36.881 | 32.666 | 28.136 | 26.000 | 19.119 |

Основу популације чине Белоруси (70,69%), Пољаци (23,6%), Руси (4,28%) и остали (1,43%).
Административно рејон је подељен на подручје варошице Зељва која је уједно и административни центар рејона и на 9 сеоских општина. На територији рејона постоји укупно 126 насељених места. 

## Саобраћај
Кроз рејон пролази железница на релацији Гродно—Баранавичи и друмски правци Р41 (Слоним—Масти—Скидаљ—даље ка Литванији), Р50 (Масти—Зељва—Ружани), Р99 (Баранавичи—Вавкависк—Погранични—Гродно) и Р142 (Зељва—Деречин—Медвиновичи).